# Voyage astral
Pour le point de vue psychologique et médical, voir Expérience de hors-corps.

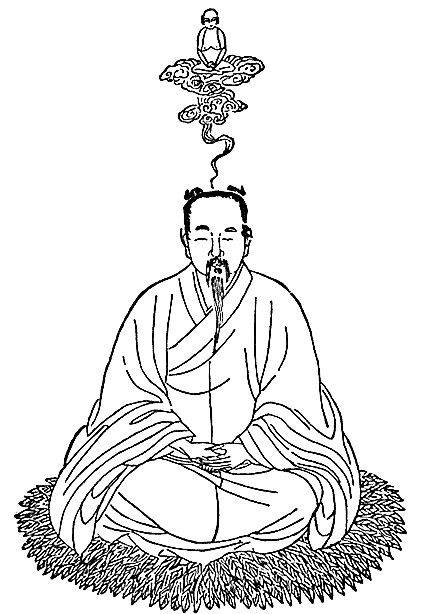
Séparation du corps et de l'esprit issue de l'ouvrage chinois sur la méditation Le secret de la fleur d'or.

Le voyage astral est une expression de l'ésotérisme qui désigne l'esprit qui se dissocie du corps physique pour vivre une existence autonome et explorer librement l'espace environnant. Il existe plusieurs synonymes de cette expression incluant « décorporation », « dédoublement astral », « excursion psychique », « expérience hors du corps » (EHC),« projection astrale », « projection du corps astral », « sortie hors du corps » (SHC), « transe ecsomatique », « voyage hors du corps », « sortie astrale » et « voyage astral ». L'expression d'expérience de hors-corps est plus récente et relève davantage de la médecine et la psychologie. 
L'expression est liée à la croyance des occultistes en un corps astral et en un plan astral. L'expérience se produirait en diverses occasions : à l'approche de la mort, au cours d'une opération sous anesthésie, sous le coup d'une douleur intense, au cours d'une méditation, lorsque le corps est dans un état de relaxation avancé, lors du sommeil profond, sous l'emprise de drogues hallucinogènes, en période de stress, lors de paralysie du sommeil ou même sans aucune raison directe et à tout moment. Il n'existe pas de preuve acceptée par la communauté scientifique quant à la possibilité d'un « voyage astral » mais ce concept est utilisé dans certaines œuvres de science-fiction ou fantastiques ou dans des « fictions ésotériques » (comme dans les ouvrages de Lobsang Rampa) ou ceux d'Anne Givaudan et Daniel Meurois.

## Introduction et définitions
Les personnes les ayant pratiqués distinguent le voyage astral de l'autoscopie. Dans l'autoscopie, la personne verrait son double depuis son corps physique, à l'extérieur d'elle-même, alors que dans un voyage astral, la personne a la sensation de voir son corps physique depuis l'extérieur de celui-ci. Des descriptions de ces sensations sont perçues dans l'occultisme, dans la magie ou le chamanisme. Elles sont connues des milieux ésotériques, dans le mouvement hippie (les drogues pouvant induire la sensation) et étudiée par la métapsychique et la parapsychologie. Elles furent d'abord connues sous les noms de « bilocation », de « translation » puis de « dédoublement » ou de « décorporation ».
Elles sont étudiées par plusieurs communautés et associations.
Des recherches médicales, au début des années 2000, donnent plutôt une explication neurologique à cette sensation. D'après une étude datant de 2005, environ 10 % de la population aurait expérimenté dans sa vie une telle sensation de sortie du corps.

## Histoire
Un passage du Dao De Jing (Voie de l'harmonie) est parfois cité comme une description du voyage astral (ou d'une extase chamanique). Le Moyen Âge occidental chrétien s'est davantage intéressé aux bilocations, une forme du voyage astral, dans lequel un individu aurait été vu en même temps en des endroits différents. Les historiens citent les noms suivants : Antoine de Padoue (1195-1231), François-Xavier (1506-1552), Philippe Neri (1515-1595), Jean de la Croix (1542-1591), Joseph de Copertino (1603-1663), Alphonse de Liguori (1696-1787), Padre Pio (1887-1968). Alphonse de Liguori a affirmé être allé assister à Rome le pape Clément XIV sur son lit de mort (1774), alors qu'il est resté au palais épiscopal. Hélène Renard note une différence entre bilocation et état hors du corps : dans la bilocation, les témoins disent avoir touché, entendu le mystique dédoublé, avoir dialogué avec lui, alors que dans l'état hors du corps, le sujet dédoublé ne se fait ni voir ni entendre, il ne communique pas, et il ne peut agir, déplacer les objets. L'extériorisation de la sensibilité et le dédoublement ont été étudiés à l'époque du magnétisme animal par Pelletier, Hector Durville, le docteur Sicard et le docteur Luys notamment. Ces expériences ont été confirmées par Gurney, Myers, de la Psychic Research Society (Londres), par Charles Lancelin, et par Camille Flammarion, qui ont recueilli plus d'un millier d'observations tendant à confirmer les sensations, notamment le cas célèbre d'Émilie Sagée.
Ernest Hemingway, blessé d'un éclat d'obus au cours de la Seconde Guerre mondiale, a eu l'impression de quitter son corps : « Mon âme ou quelque chose qui sortait de mon corps comme quand vous tirez un mouchoir de soie de votre poche, mon âme, donc, se déploya autour de moi, puis revint et réintégra mon corps, mais je n'étais pas mort ». La première expérience de voyage astral contrôlée scientifiquement a été conduite par Charles Tart, de l'université de Californie. Mme Z. devait lire ce qui était inscrit sur une feuille de papier et l'heure affichée sur une horloge, objets qu'elle ne pouvait atteindre, alors qu'elle se trouvait en sortie astrale. Expérience réussie, et attestée par le fait que l'électroencéphalogramme enregistre à l'heure vue par Mme Z. diverses anomalies. [réf. nécessaire]
Robert Monroe dit avoir trouvé des témoignages très anciens de ce phénomène dans le christianisme : Ecclésiaste, 12:6-7 : la corde d'argent ; Ezéchiel, 3:14 : « L'esprit m'enleva et me prit » ; Deuxième épître aux Corinthiens 12:2-4 : « Cet homme-là fut ravi jusqu'au troisième ciel ». ; Apocalypse de Jean 1:10 : « Je tombai en extase ». Surtout, Robert Monroe, qui dit avoir réalisé plus de 600 voyages astraux, a donné diverses techniques pour y arriver. L'une consiste à se relaxer, puis à inhiber les sens, puis à concentrer sur l'emplacement du troisième œil (entre les sourcils), puis à projeter vers le haut deux rayons lumineux qui partent des yeux pour se rejoindre à un point situé à trente centimètres, enfin à imaginer le point visualisé comme s'il était soumis à une pression et qu'il était projeté en arrière jusqu'à ce qu'il tombe sur le sol. Jeanne Guesné a laissé de nombreux témoignages sur ses dédoublements volontaires.

## Synthèse des témoignages
Les auteurs et « projecteurs » (un nom parfois donné à ceux qui disent vivre une « projection astrale » ou « voyage astral ») relatent que les expériences de sensations extra-corporelles sont limitées dans le temps et ne durent généralement pas plus de quelques dizaines de minutes ou, au maximum, quelques heures. Selon ces personnes, le temps lors de ce voyage astral diffère du temps dans la réalité [réf. nécessaire]. Cependant, Robert Monroe, quant à lui, notait des voyages d'une durée de moins de 10 minutes à plus d'une demi-heure.

## Conceptions
Trois approches différentes se partagent les explications du phénomène des sensations de « sortie du corps » dont l'approche ésotérique, l'approche parapsychologique et l'approche scientifique.

### Approche ésotérique
Selon le taoïsme, le bouddhisme, la théosophie, en Égypte, ou encore chez Platon, il existerait plusieurs corps dont les plus connus sont le corps éthérique et le corps astral qui pourraient se détacher du corps physique. Le corps énergétique/éthérique bioénergétique serait constamment lié au corps physique duquel il serait entièrement dépendant. Les organes du corps énergétique sont connus, dans la tradition yogique, sous le nom de « chakras ». Le corps énergétique/éthérique entrerait, pendant la relaxation, transe, ou sommeil, en expansion, afin de s'énergiser. En temps normal, il resterait contracté. Son expansion semble être nécessaire pour que puisse intervenir une expérience de sortie hors du corps, ce qui explique l'utilisation des techniques de transe et relaxation,.
L'astral est un terme qui désigne, chez les occultistes (Helena Blavatsky, Papus, Rudolf Steiner) des plans de conscience non physiques, mais aussi un des corps subtils de l'homme. Des mouvements comme la théosophie séparent l'astral en sept niveaux, alors que certains bouddhistes en font état de 31[Qui ?]. La majorité des auteurs distinguent de nombreux plans et sous-plans, comme le bas-astral, moyen-astral, et haut-astral. Ces notions sont non scientifiques et relèvent de la subjectivité des expérimentateurs. Plus le plan de conscience serait élevé, moins il serait « dense » et plus il serait « lumineux ». Par ailleurs, il semble que l'expérimentateur se retrouve dans le milieu lui convenant le mieux, parfois même entraîné par des entités. Les entités que les principaux auteurs sur la projection disent rencontrer sont de natures très diverses. Selon les auteurs plus ésotériques (dans la Wicca par exemple) Il existerait une « faune astrale », composée de nombreux organismes aux formes variées, qui se nourrissent d'énergie comme le suggère également Carlos Castadena. Il y aurait également des « negs » (entités négatives) plus ou moins intelligentes, qui elles tentent de se nourrir de l'énergie de l'esprit. Selon certaines croyances, le danger serait plus grand une fois le corps astral détaché du corps physique. Il est dit que l'on peut rencontrer d'autres entités nous ressemblant dans d'autres mondes, et parfois des entités plus évoluées ou protectrices comme le relatent les expériences de mort imminentes. Ces informations sont données par les auteurs sur la projection, la majorité des scientifiques considérant ces phénomènes comme hallucinatoires ou oniriques .

### Approche parapsychologique
La théorie défendue par les milieux ésotériques se base sur la croyance en l'esprit. Lorsque nous dormons l'esprit ou l'âme sortirait du corps physique et irait dans l'astral, les rêves étant la création d'un monde de formes-pensées où l'âme visite un plan astral qu'il a conçu ou pas. Un certain état d'esprit et de détente (méditation), permettrait à la conscience de rester éveillée et ainsi de sortir du corps matériel lors d'un sommeil paradoxal. On appelle cela une transe. Ainsi, le corps astral pourrait se promener comme bon lui semble jusqu'à ce qu'il retourne, volontairement ou non au corps physique. Selon l'après-vie, de Hélène Renard, ou selon d'autres auteurs plus ésotériques comme Silver Raven Wolf, les sorties hors du corps peuvent intervenir sous diverses conditions ; par exemple lors d'une intervention chirurgicale, lors d'une émotion ou stress intense, ou lors d'états modifiés de conscience spécifiques (transes chamaniques ou transes des derviches tourneurs par exemple). 
Différents niveaux de conscience peuvent être observés :
- Niveau de conscience aussi élevé ou plus élevé que lors d'un état de conscience normal (veille).

C'est le cas lors de projections volontairement induites depuis une transe (sans qu'il y ait d'interruption de conscience), ou lors de certaines NDE.  
- Projection en semi-conscience.

Elle peut être induite pendant le sommeil (depuis un rêve lucide par exemple), et elle présente des interruptions de conscience au moment de la sortie ou de la réintégration. Les projections semi-conscientes sont les plus fréquentes. Lorsque le niveau de conscience est très bas, l'expérimentateur se souvient juste, au réveil, qu'il est sorti de son corps, mais sans plus de précisions. Avec l'entraînement, le niveau de conscience lors des projections peut être considérablement augmenté.
Ces sensations liées à un état favorable à la projection astrale sont les « symptômes » les plus fréquemment notés, lors de l'état d'un état de conscience modifié favorable au voyage astral se retrouvent dans plusieurs ouvrages traitant sur le sujet, par exemple le livre de William Buhlman : Voyages au-delà du corps ou encore Journey's Out of the Body de Robert A. Monroe :
- Bourdonnement ou rugissement,
- Sensations inhabituelles de fourmillement ou d'énergie s'irradiant depuis la nuque ou apparaissant progressivement sur le corps tout entier,
- Des voix, des rires, ou bien des appels,
- Sensation d'apesanteur ou légèreté,
- Toute vibration interne sortant de la norme,
- Sensation d'énergie semblable à un courant électrique,
- Un balancement, tournoiement, sensation de vertige léger,
- Bras ou jambes qui semblent s'élever,
- Afflux soudain d'énergie à travers le corps,
- Tout bruit sortant de l'ordinaire, vent, moteur, musique, cloches, ...
- Impression de rater une marche à l'endormissement ou au réveil (signe d'un déphasage et retour brusque du corps astral dans le corps physique) Cette forte secousse est dite « hypnique ». Elle est souvent associée à une sensation de chute dans un trou,
- Impression que le rythme cardiaque s'accélère considérablement sans que ce soit le cas.

Ces symptômes seraient le signe d'un état favorable à une décorporation. Le sujet aurait alors la possibilité de faire un voyage astral plus ou moins conscient.
Les auteurs et projecteurs ont développé de nombreuses méthodes afin de produire le voyage astral. Il faudrait d'abord un état modifié de conscience passant par la méditation, appelée la condition A (relaxation), puis une transe légère dans laquelle on pourrait percevoir des sons étranges et des visions. Ensuite, surviendrait une transe profonde où l'on perdrait l'usage de son corps entier tout en restant conscient. Enfin, apparaîtrait un état vibratoire plus ou moins aigu. Une action mentale (fort désir, volonté de sortir de son corps...), après avoir dépassé ses limites de peur (peur de l'inconnu, peur de mourir, peur de la possession, peur de ne pas pouvoir réintégrer son corps, ...) et qui s'articulent, en général, autour de ces éléments, : Tous ces éléments seraient très semblables à la marche à suivre pour provoquer un rêve lucide par le biais d'un endormissement conscient, le rêve lucide dont l'existence, contrairement à la projection astrale, est prouvée scientifiquement.
- Visualisation

Exemples : visualiser son double et y déplacer sa conscience ou encore : visualiser un endroit, un lieu, une personne, et y déplacer sa conscience. Techniques de la cible.
- Auto-suggestion

Exemples : se répéter en journée et avant de s'endormir que l'on va sortir de son corps.
- Induction à partir du rêve lucide

Exemples : prise de lucidité dans un rêve et on se jette sur le ventre ce qui stoppe le rêve et provoque une sortie. Induire une sortie depuis un rêve lucide est une très bonne technique pour le débutant.
- Utilisation des vibrations

Le phénomène vibratoire peut être amplifié et permettre une sortie. Puis appliquer une pression directe sur le corps astral. Exemples : pousser vers le haut, se sentir s'élever, rouler sur le côté, imaginer une corde et y grimper, etc..
- Utilisation de programmes d'ondes cérébrales

Développés par l'Institut Monroe, les Brainwaves permettent la modification des ondes cérébrales. Les Brainwaves peuvent favoriser le phénomène de PA. Le processus équilibre l'activité du cerveau et centre la force cérébrale au milieu de celui-ci, les deux hémisphères intervenant à parts égales. Par ailleurs, c'est de cette manière que l'explique D.J. Conway : Lorsque les ondes cérébrales de l'hémisphère droit oscillent entre le niveau alpha et thêta surviennent généralement les expériences d'altération de conscience(entre Alpha : 4 à 13 cycles secondes et thêta : 4 à 7 cycles secondes) le cerveau est semi-conscient, semi-endormi, sachant que les ondes cérébrales de sommeil atteignent un très bas niveau (Delta : 0.5 à 3.).
- Par l'hypnose ou magnétisme

Il est possible d'induire, par l'hypnose ou le magnétisme, l'extériorisation de la conscience.
- Par méditation

À l'aide de la méditation qui relaxe le corps et la pensée, la transe peut être activée. Il s'agit alors de ne pas penser ni bouger. Si l'environnement est favorable (calme, sans interaction avec l'expérimentateur), certaines conditions favorables apparaissent comme un cillement dans l'oreille, puis un bourdonnement intense qui parcourt le corps. Ces conditions peuvent alors être poussées au maximum par l'autosuggestion et l'hypnose ou autres méthodes.
- Par l'usage de drogues hallucinogènes

Comme le LSA, le LSD le Stilnox ou la salvia divinorum, qui bien que ne garantissant pas une expérience de dissociation durant le « trip », est le moyen le plus simple pour vivre une expérience de ce type.
D'après Robert Monroe, la fin d'un voyage astral peut aussi être causée par un manque d'énergie. Dans ce cas, une des techniques pour éviter de sombrer dans l'inconscience est de regarder sa main ou bras astral et d'« aspirer » l'énergie de son « corps énergétique » ou physique.

### Approche scientifique
À l'heure actuelle, la recherche scientifique suggère que ces sensations sont liées à un dysfonctionnement de la jonction temporo-pariétale. Plusieurs personnes affirment avoir flotté au-dessus de leur corps après un accident (c'est l'expérience de mort imminente) ou lors d'un voyage astral. Des chercheurs suisses pensent avoir trouvé une explication rationnelle à ce phénomène. Selon les neurologues Olaf Blanke (en) et Margitta Seeck, les expériences de mort imminente (EMI) proviendraient de perturbations d'un processus complexe de coordination, qu'ils localisent maintenant dans le cerveau. Pour eux, la représentation corporelle est troublée lorsqu'on stimule électriquement la jonction temporo-pariétale du cerveau. À ce moment, le cerveau génère une image délocalisée, comme projetée sous le corps, en face de lui ou derrière lui. Dans les deux premiers cas, les personnes reconnaissent encore leur propre image. Toutefois, dans le dernier, ils ressentent une présence autre, parfois sombre et menaçante. Ces observations ont été réalisées par hasard pendant que les scientifiques stimulaient électriquement des zones clés du cerveau afin d'ôter des parties du cortex responsables de formes sévères d'épilepsie. Les chercheurs travaillent au département de neurosciences cliniques de la Faculté de médecine de l'Université de Genève (UNIGE) et à l'Institut des neurosciences de l'École polytechnique fédérale de Lausanne (EPFL). 
Des psychologues s'étant intéressés au rêve lucide, comme Stephen LaBerge, Paul Tholey ou Susan Blackmore affirment que les projections astrales sont des rêves lucides et que les sensations de sortie du corps (que l'on retrouve lors de la pratique de certaines méthodes d'induction de rêves lucides) seraient d'ordre onirique et ne présumeraient pas de la sortie réelle d'un autre corps depuis le corps physique.

## Conséquences et effets
Les souvenirs de ces expériences demeurent longtemps vivaces, mais sont parfois volontairement refoulés. De nombreuses personnes font état, après de telles sensations, d'un intérêt accru pour la spiritualité, la philosophie, les sciences, la psychologie, ainsi qu'une diminution de la peur de la mort.
Les drogues (narcotiques, électuaires, enthéogènes, LSD, etc.) et produits psychédéliques permettraient d'augmenter l'illusion d'un voyage astral, on les retrouve d'ailleurs dans le chamanisme amazonien (ayahuasca) ou dans des rites religieux pour le peuple Mazatèque en utilisant la Salvia Divinorum. La kétamine, plus particulièrement, a la réputation de provoquer des « sorties du corps ». Cependant, tous les auteurs sur la projection déconseillent leur consommation : en effet, l'expérimentateur en général, ne contrôle plus le phénomène (risque d'un bad trip, ou épisode délirant). Le voyage astral induit sans drogues est donc bien plus avantageux, l'expérimentateur est alors en pleine possession de ses moyens. En revanche, l'usage de sons (Hemi-Sync de Monroe par exemple), de parfums et d'ambiances colorées, ionisées (Yram) peuvent être des auxiliaires sans effets néfastes.

## Médias

### Science-fiction
De nombreux personnages de science-fiction sont capables de voyage astral. 
- Dans plusieurs œuvres de Marvel Comics. Dans Les X-Men, tous les télépathes peuvent se projeter (et combattre) sur le plan astral. Par ailleurs, le sorcier Docteur Strange et son mentor l'Ancien sont capables de se projeter hors de leur corps physique.
- Dans le livre Les Thanatonautes de Bernard Werber qui parle de la découverte du continent des morts, les explorateurs (ou thanatonautes) utilisent des techniques médicales d'anesthésie ou la méditation pour provoquer une décorporation (ou voyage astral) et voyager à la découverte du paradis.
- Dans l'épisode Corps astral de la troisième saison de X-Files : Aux frontières du réel, un homme-tronc se sert d'une technique asiatique d'auto hypnose pour projeter son corps astral, pleinement membré.
- Dans Inception, film avec Leonardo DiCaprio et Marion Cotillard, les personnages se relient à une machine et font des rêves lucides et des rêves partagés à plusieurs (de même que dans le livre Les Thanatonautes). Les problématiques des projections astrales, des problèmes du subconscient non résolus, du temps relatif, du retour, etc. sont abordées.
- Dans le film Insidious de James Wan, Projection astral de Patrick Wilson pour rejoindre son fils dans « l'autre monde ».
- Dans la série américaine Charmed, l'aînée des trois sœurs, Prue, peut projeter son corps astral où et quand elle le désire.
- Dans le manga Ghost Hound, série animée du studio Production I.G, d'après un concept de Shirow Masamune, les trois personnages principaux Taro, Makoto et Masayuki, font régulièrement des expériences de voyage astral.
- Dans le dessin animé Avatar, le dernier maître de l'air, Aang et les autres avatars ont la capacité d'entrer dans le monde des esprits grâce à une projection astrale.
- Dans le dessin animé Conan, le fils du futur (épisode 26 : Le Dénouement), Lana retrouve Conan au milieu de l'océan grâce à un voyage astral.
- Dans la série Stranger Things de Netflix, Eleven est capable de se voir et se déplacer dans le « monde à l'envers » sans y être présente.
- Dans la série Mon amie Adèle, Adèle effectue des voyages astraux lors de sommeils profonds. Elle partage cette capacité avec Rob et Louise.
- Dans la série Sabrina, l’apprentie sorcière, Sabrina, Ambroise et les autres sorciers utilisent les voyages astraux.
- Dans le film britannique Astral de Chris Mul (2018), Alex essaie la projection astrale pour renouer le contact de sa défunte mère avant que cette expérience se tourne au cauchemar.

### Musique
L'auteur et compositeur français de musique électronique Marboss affirme avoir composé une musique lors d'un rêve lucide qu'il a aussitôt enregistrée au réveil. Le titre porte d'ailleurs le nom de Astral Projection dans son album electrotherapies. Une vidéo illustrant cette musique a été réalisé par la suite par l'américain Mark Machamer. Astral Projection est également un groupe produisant de la Trance Goa.

### Jeux vidéo
- Prey (jeu vidéo, 2006)
- Cuphead

### Témoignages
- T. Lobsang Rampa, Le troisième œil (1957), Les secrets de l’aura (1965), Les clés du Nirvana (1969), Histoire de Rampa (1971), Crépuscule (1974), L'ermite (1987) - édition - J'ai lu - (collection L'aventure mystérieuse).
- Robert Monroe, Le Voyage hors du corps. Techniques de projection du corps astral (1971), trad., Monaco, Éditions du Rocher, 1989,  (ISBN 978-2-268-00861-5) ; Fantastiques expériences de voyage astral, Robert Laffont, 1990.
- Jeanne Guesné, Le Grand Passage. Les leçons de mes voyages hors du corps (1978), Le Courrier du livre, 1978.
- Anne Givaudan et Daniel Meurois, Récits d'un voyageur de l'Astral, le corps hors du corps… (1983); Édition Le Perséa  (ISBN 2-922397-04-1)
- William Buhlman (trad. de l'anglais), Voyage au-delà du corps, Varennes (Québec)/Toulouse, AdA, 1996, 301 p. (ISBN 2-921892-23-5) (Adventures beyond the body: how to experience out-of-body travel, 1996) ; Le Secret de l'âme (1997).
- Robert Bruce, Astral Dynamics ; Hampton Roads publishing company inc. 1999,  (ISBN 1-57174-143-7)
- Didier Meyre, Libre hors de mon corps (2007), Éditions Bénévent, 2007.
- Roger Gascon, Techniques secrètes de projection astrale ; Édition Alain Labussière 2008,  (ISBN 978-2-84988-070-8)
- Marc Auburn, 0,001% L'expérience de la réalité, Editions Atlantes - Interkeltia 2013.
- Caroline Larsen, My Travels in the Spirit World, The Tuttle Co, 1927.

### Études
- Sylvan Muldoon et Hereward Carrington (trad. de l'anglais), La Projection du corps astral (1929), Monaco/Paris, Presses de la cité, 1980, 353 p. (ISBN 2-268-00086-9)
- Yram, L'évolution dans les mondes supérieurs (1925), Charenton, GVP, 2000, 288 p. (ISBN 2-914303-11-4)
- E. Bozzano, Les phénomènes de bilocation (1934), JMG, 2006 (ISBN 978-2-915164-74-9)
- R. Crookall, The Study and Practice of Astral Projection, Londres, Aquarian Press, 1961.
- Robert Bruce, Astral Dynamics, Hampton Roads Publishing Company inc., 1999.  (ISBN 1-57174-143-7)

### Romans, fictions ésotériques
- Bernard Werber, Les Thanatonautes (1994), Éditions Albin Michel